# Les Noës-près-Troyes
Les Noës-près-Troyes è un comune francese di 3 211 abitanti situato nel dipartimento dell'Aube nella regione del Grand Est.

## Società

### Evoluzione demografica
Abitanti censiti